# 8 mm (filme)
8 mm é um filme teuto-estadunidense de 1999, dos gêneros drama, suspense e policial, realizado por Joel Schumacher.

## Sinopse
Tom Welles (Nicolas Cage) é um detetive que é contratado por uma viúva rica cujo marido morreu há pouco tempo. Ela quer saber se um filme que se encontra no cofre do morto se trata de um massacre, no qual uma jovem é assassinada e tudo parece ser verdadeiro.
A investigação leva Welles até a mãe da jovem e a partir daí ele vai para Hollywood, onde acaba entrando no submundo da pornografia violenta e ilegal que, cada vez mais, vai levando ele ao delírio. A dedicação de Tom para resolver o caso afasta-o da família e, quando ele tem o caso quase resolvido, acaba por se envolver numa situação perigosa, que pode custar-lhe a vida.

## Elenco
- Nicolas Cage (Tom Welles)
- Joaquin Phoenix (Max California)
- Anthony Heald (Daniel Longdale)
- Don Creech (Sr. Anderson)
- Anna Gee Byrd (Senador Michaelson)
- Myra Carter (Sra. Christian)
- Chris Bauer (George Higgins / Machine)
- Amy Morton (Janet Mathews)
- Jenny Powell (Mary Ann Mathews)
- Peter Stormare (Dino Velvet)
- Catherine Keener (Amy Welles)

## Recepção da crítica
8mm teve recepção geralmente desfavorável por parte da crítica especializada. Em base de 20 avaliações profissionais, alcançou uma pontuação de 19% no Metacritic.